# Villardeveyo
Villardeveyo (en asturiano y oficialmente, Villardebeyo) es una parroquia del concejo de Llanera en Asturias (España), que limita con los concejos de Gijón y Corvera de Asturias.

## Toponimia
Según Xosé Lluis García Arias, en su obra Toponimina asturiana, el topónimo está relacionado con el lugar de Veyo, donde se sitúa la iglesia parroquial: El Villar de Veyo.

## Historia
La parroquia aparece citada en el inventario de 1335-36, realizado por orden del obispo de Oviedo Gutierre de Toledo, dentro del «arçiprestalgo de Lanera».

## Geografía
La parroquia tiene una superficie de 12,7 km² y una población empadronada de 674 habitantes (2013). Está situada en la parte septentrional del concejo, limitando al oeste con las parroquias de Ferroñes y Rondiella, al sur con la de Lugo, al oeste con las de Lugo y Pruvia y al norte con los concejos vecinos de Corvera de Asturias en la parroquia de Solís y de Gijón, en la parroquia de Serín.

## Demografía
| 800                                           | 770 | 758 | 730 | 740 | 702 | 705 | 683 | 676 | 682 | 666 | 665 | 685 | 674 | 669 | 645 |
| (Fuente: Padrón municipal de habitantes, INE) |     |     |     |     |     |     |     |     |     |     |     |     |     |     |     |

| Gráfica de evolución demográfica de Villardeveyo entre 2000 y 2014 |
|                                                                    |
| - Población según padrón municipal de habitantes. Fuente INE.      |

### Poblaciones

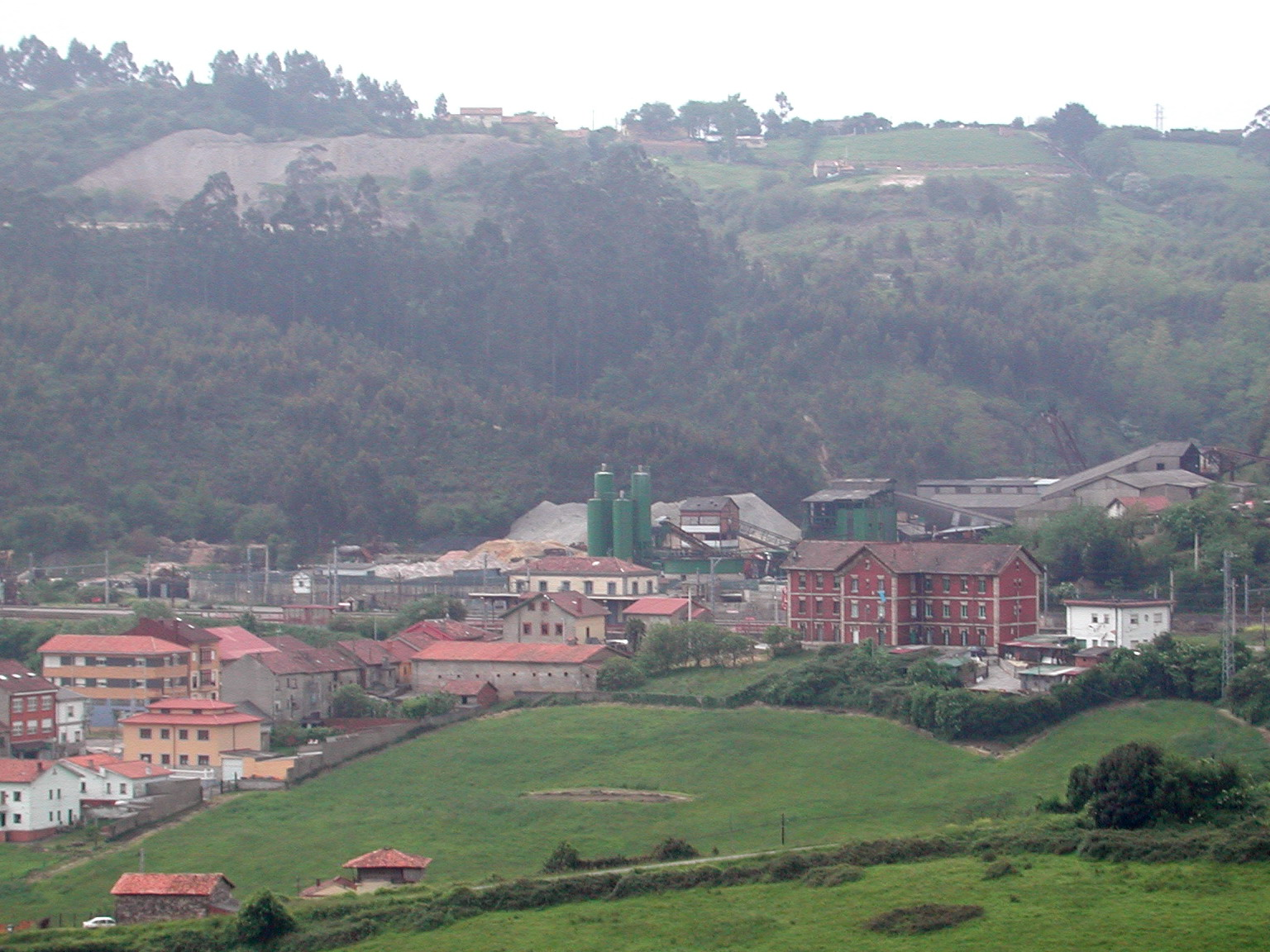
Villabona, el lugar más poblado de la parroquia.

Según el nomenclátor de 2021, la parroquia comprende once poblaciones, con la categoría histórica de lugar::
|    | Topónimo (id. oficial) | Población empadronada | Altitud | Distancia a la capital | Mapa |
| -- | ---------------------- | --------------------- | ------- | ---------------------- | ---- |
| 1  | Alvares                | 23 hab.               | 204 m   | 6,5 km                 |      |
| 2  | Castiello              | 12 hab.               | 308 m   | 5,7 km                 |      |
| 3  | La Cigoña              | 10 hab.               | 130 m   | 8,0 km                 |      |
| 4  | La Miranda             | 124 hab.              | 212 m   | 4,0 km                 |      |
| 5  | La Peña                | 7 hab.                | 229 m   | 5,0 km                 |      |
| 6  | Piles                  | 2 hab.                | 175 m   | 10,0 km                |      |
| 7  | Pontón (El Pontón)     | 7 hab.                | 155 m   | 10,0 km                |      |
| 8  | Tabladiello            | 29 hab.               | 129 m   | 8,50 km                |      |
| 9  | La Vega                | 153 hab.              | 94 m    | 7,0 km                 |      |
| 10 | Veyo (Beyo)            | 44 hab.               | 208 m   | 7,0 km                 |      |
| 11 | Villabona              | 234 hab.              | 142 m   | 6,2 km                 |      |

Según el mismo nomenclátor, las únicas entidades con núcleo de población son Villabona (198 habitantes) y La Vega (98 hab.) estando el resto de la población diseminada por el término parroquial.
Así mismo, el nomenclátor no recoge otras posibles localidades, como Villar.

### Evolución histórica
Bernardo Alonso Ablanedo, cura de San Cucao, en su Descripción del concejo de Llanera (1804), para el Diccionario geográfico-histórico de Asturias de Francisco Martínez Marina, indica que los vecinos de la parroquia de Villar de Veyo son 120 y 600 las «almas de confesión», que se reparten entre las caserías y los lugares de Veyo, Villar, La Temprana, Castiello, Pilas, Pontón, La Zigoña, Vega de Formanes, Villabona y La Miranda. Posteriormente Martínez Marina, recogió, para la parroquia de «Villar de Veyo o Villardoveyo» los mismos datos, únicamente elevando las almas a 700.
Según el Diccionario geográfico-estadístico de España y Portugal, de Sebastián de Miñano y Bedoya y Tomás López de Vargas Machuca, de 1828, la feligresía de «Villar de Veyo o Villardoveyo» comprendía los lugares de Villar, La Temprana, Castiello, Pilas, Ponton, Cigoña, Vega de Formanes, Villabona y La Miranda. Así mismo, indica que contaba con 143 vecinos y 700 habitantes.
En el Diccionario de Madoz (1845-1850), la feligresía de «Villardoveyo» comprende los lugares de Miranda, Pilas, Ponton, Tabladiello, La Vega y Veyo y tiene una población de 146 vecinos y 496 almas.

## Iglesia católica
La iglesia y el cementerio parroquiales se encuentran en la localidad de Veyo. La iglesia, bajo la advocación de San Miguel, fue fundada en el siglo IX o X, conservando una ventana de esa época.
Además de la iglesia parroquial existen en la parroquia 4 edificios dedicados al culto:
- la capilla de San Antolín, en el barrio de La Rotella de Villabona;
- la ermita de Nuestra Señora de Formanes, en La Vega (anteriormente Vega de Formanes);
- la capilla del Palacio de Villabona, dedicada a los Reyes Magos; y
- la capilla de la Inmaculada, en La Miranda.

## Patrimonio

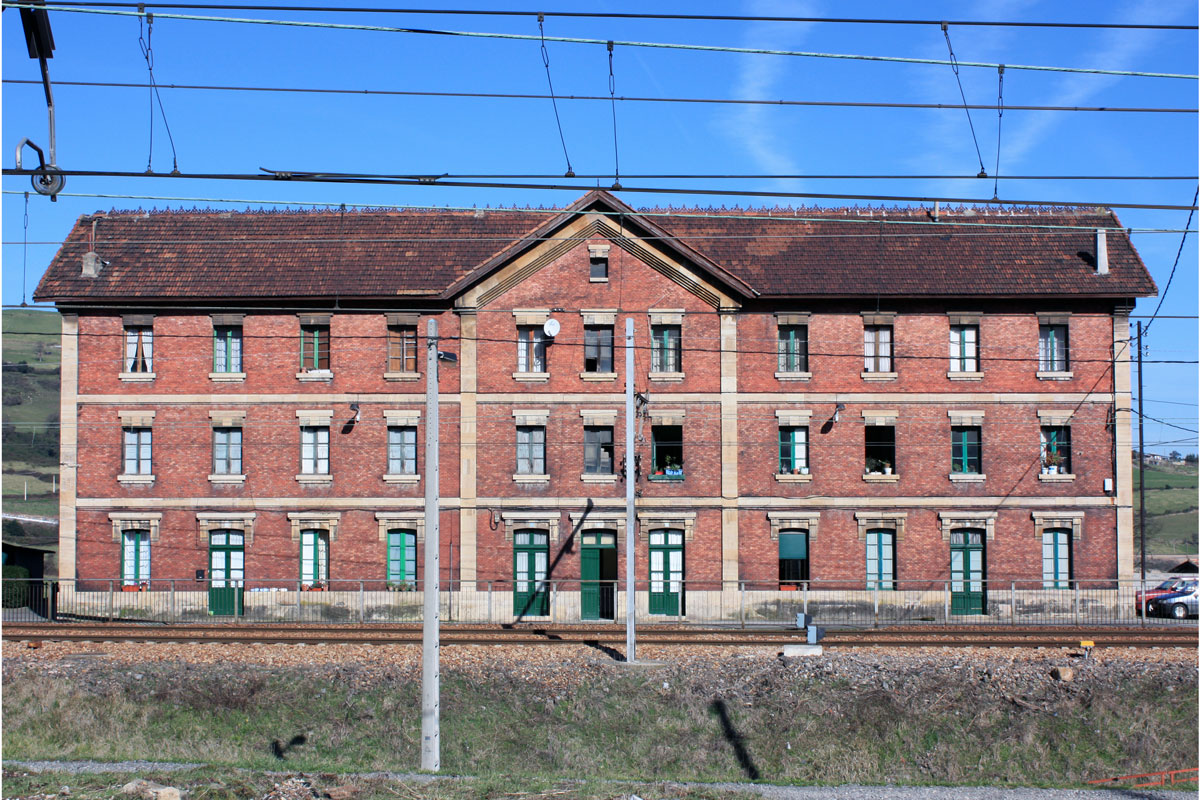
Les Casones, antigua residencia de empleados ferroviarios.

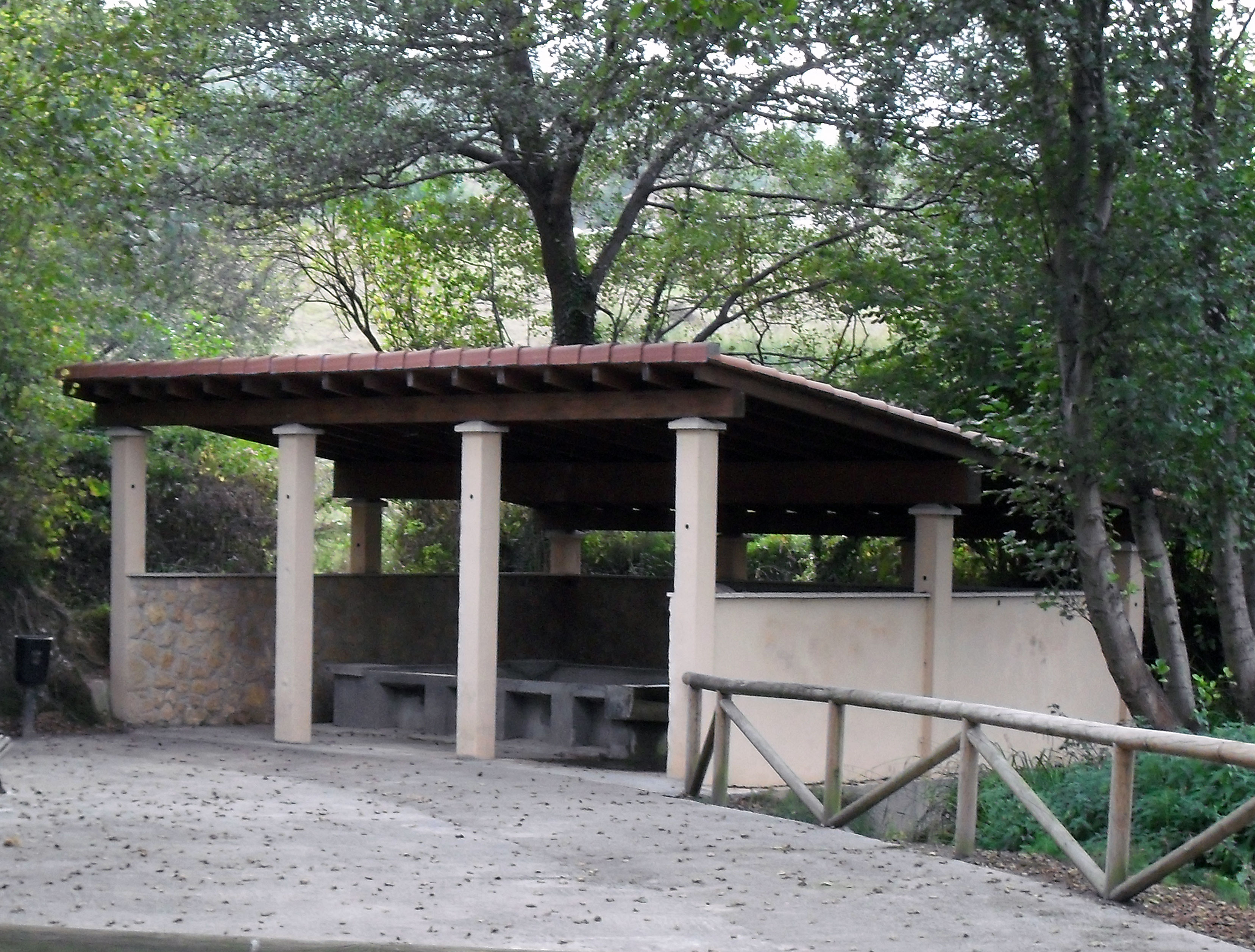
Lavadero en La Rotella

Dentro de los límites de la parroquia se encuentran diversos bienes que integran el patrimonio cultural del concejo de Llanera, de interés histórico, arqueológico, artístico y etnográfico.

### Arquitectónico
Los bienes de interés arquitectónico en la parroquia son la iglesia parroquial de San Miguel, junto con su casa rectoral, en la localidad de Veyo, el Palacio de Villabona, en el lugar homónimo, la capilla de la Inmaculada, en La Miranda, y la ermita de Formanes, en La Vega. Todos ellos están incluidos en el Catálogo Urbanístico del municipio de Llanera, y los dos primeros en el Inventario Arquitectónico del Principado de Asturias. Así mismo, dentro de la arquitectura contemporánea destaca la restauración realizada en la casa de Ignacio Menes, en Veyo, por el arquitecto gijonés Jovino Martínez Sierra. La intervención mereció un accésit en la XVIII edición de los premios Asturias 2004-2005, otorgados por el Colegio Oficial de Arquitectos de Asturias.
La capilla de la Inmaculada, en La Miranda, es un edificio del siglo XVIII y estilo barroco popular. Es una propiedad particular que, en el pasado formó parte de un palacio o casona. Tiene planta cuadrada y tejado a cuatro aguas. El acceso se realiza por la fachada, a través de una puerta estrecha dentro de un arco de medio punto apoyado sobre capiteles. Posee un retablo de piedra en tres cuerpos.
La ermita de Nuestra Señora de la Asunción de Formanes, en La Vega, es un edificio humilde, de estilo popular, con una única nave, pórtico a menor altura a la entrada y espadaña de un solo ojo rematada en tímpano triangular. Celebra la fiesta del 15 de agosto.

### Histórico-industrial
Es de interés arquitectónico e histórico-social el conjunto formado por la estación de Villabona y las viviendas anexas para ferroviarios, conocidas por Les Casones.

### Arqueológico
De interés arqueológico son los materiales líticos de Granda, en Alvares, y de El Barandiallu, en La Vega, así como la estructura defensiva romana de Santo Firme.

### Etnográfico
Las construcciones de interés etnográfico son el lavadero y abrevadero de La Rotella, en Villabona, el lavadero de la rectoral de San Miguel, en Veyo y la panera de Casa Bonifacio, en La Miranda. Esta última —en realidad, dos paneras unidas— está datada en finales del siglo XIX, es de estilo Carreño y destaca por el número impar de pegoyos (once) que la sustentan.

### Natural
De acuerdo al Decreto 145/01, es de interés singular el tejo situado junto a la iglesia parroquial de San Miguel, en Veyo.

## Vías de comunicación

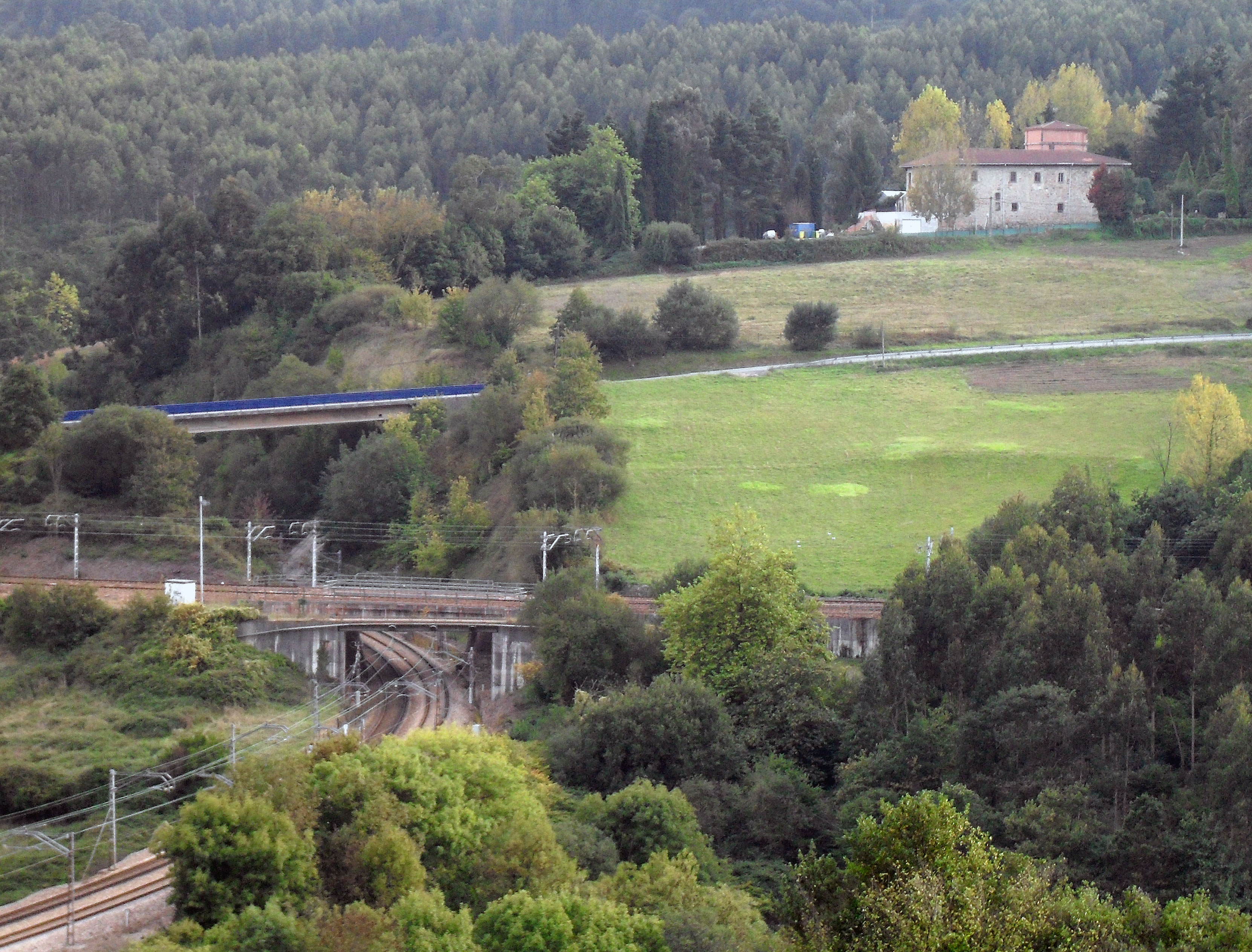
Palacio de Villabona y cruce de las líneas a Gijón (inferior) y a Avilés (superior).

Por el territorio de la parroquia discurren dos líneas ferroviarias, de ancho ibérico y pertenecientes a Adif: León-Gijón y Villabona-San Juan de Nieva. En su trazado por la parroquia son de vía doble electrificada. Estas líneas cuentan con dos estaciones de viajeros, Villabona de Asturias y Villabona-Tabladiello, en las que realizan paradas los servicios correspondientes a las líneas C-1 y C-3 del núcleo de Asturias de Renfe Cercanías.
La línea de León a Gijón llega a la estación de Villabona de Asturias por los dos tubos del túnel de Robledo (n.º 90 y 90 bis). De esta estación parte la línea a San Juan de Nieva, inaugurada el 6 de julio de 1890. En dirección a Gijón, la línea atravesaba el desaparecido túnel de Villabona (n.º 91) y describe una amplia curva semicircular (la «curvona») atravesando el valle del río Frades. En las inmediaciones de Tabladiello se encontraba el viaducto de la Selguera, de 12 arcos de 13 m de luz cada uno, enterrado para evitar el peligro de derrumbe, antes de llegar al apeadero de Villabona-Tabladiello inaugurado en 1995 para dar servicio al entonces denominado centro penitenciario de Villabona.
Las principales vías de comunicación, por carretera, son la AS-17 Avilés-Riaño (Langreo), de la red regional y la AS-325 del Alto de la Miranda a Serín, local de primer orden, que enlaza en el Alto de la Miranda con la primera. Por el extremo oriental de la parroquia discurre la A-66, pero sin accesos.

## Centro penitenciario
En las inmediaciones de Tabladiello se encuentra el Centro Penitenciario de Villabona. Inaugurado el 14 de febrero de 1993, es desde esas fechas, el único centro penitenciario de Asturias.